# 九龍小學
九龍小學（英語：Kowloon Junior School）是英基學校協會轄下的小學，學校有超过110年歷史，共有900名學生。

## 歷任校長
- 1902年至1904年：Benjamin James
- 1904年至1914年：Miranda Main
- 1914年至1916年：Mr. Hamilton
- 1916年至1919年：Mr. Edwards
- 1919年至1923年：George F. Nightingale
- 1923年至？：Mary Cooper
- 1963年至1975年：Mrs. Versloot
- 1975年至1980年：Rita Eley
- 1980年至2004年：Gareth Davies
- 2004年至2008年：Steven Francis
- 2008年至2015年：Mark Cripps
- 2015年5月至2015年8月：Ed Wickins（署理）
- 2015年8月至2017年：Karen Thomas
- 2017年至2021年：Neill O'Reilly
- 2021年至2023年：Jamie Schmitz
- 2023年至今：Gavin MacGregor

## 歷史發展
九龍小學前身是前九龍英童學校，於1902年4月19日創校於尖沙咀彌敦道136號，由何東爵宜捐出港幣15萬2千元興建校舍。後來該校於1923年易名為中央英童學校（Central British School），1920年代遷址京士柏槍會山軍營。在1923年至1929年間，前九龍英童學校低年級學生獲安排轉到九龍小學上課。1929年2月再遷址覺士道九龍木球會對面位置。由於經歷第二次世界大戰，佐敦校舍受到戰火破壞，校方於是在1946年9月暫時借用九龍英童學校復課。1947年4月改為借用喇沙書院內的建築作為臨時校舍。直至1950年9月18日，新校舍北翼落成於何文田巴富街20號，工務司署繼而於1961年興建東翼。
及後於1980年，九龍小學成為英基學校協會成員。1992年建成單層式圖書館，自1994年以來一直在兩個校舍之間運作。基於校方調整上課地點，因此小学一年级至三年级學生從2005年9月起在何文田巴富街校舍学习，小学四年级至六年级學生則在又一村玫瑰街校舍（此前由之後易名為清水灣小學的Boundary School及賽馬會善樂學校使用）。2011年4月曾短暫因應校舍重建而安排小一至小三年級學生到紅磡機利士南路的校舍上課。最後新校舍於2013年8月正式啟用，位於何文田巴富街。學校建設總成本達4.18億港元，其中約1.57億港元由香港政府撥款援助。新校舍具備多項完善的設施，如：體育館、大型圖書館、禮堂、戲劇 / 舞蹈室、音樂室及備有多媒體設備的美術設計室。九龍小學推行國際文憑組織課程（IB）的小學課程（PYP）。而該校的學生報〈The KJS Times〉出版於2021年2月。

## 著名/傑出校友
- 聶安達（1951年起入讀）：香港著名音樂人[2]
- 朱民康（1957年）：凱悅國際（亞太區）有限公司亞太區董事總經理[3]